# Tyskie
Tyskie er et af de mest solgte ølmærker i Polen med 18 % af det polske marked. Tyskie sælges også internationalt. De vigtigste mærkevarer er Tyskie Gronie, som har 5,6 % alkohol, og Tyskie Książęce, som har 5,7 % alkohol.